# Oppenheimer (série télévisée)
Pour les articles homonymes, voir Oppenheimer.
Oppenheimer est une série télévisée britannique sur le physicien et universitaire américain Robert Oppenheimer, produite par la BBC. Elle a été diffusée du 29 octobre au 10 décembre 1980 au Royaume-Uni, et à partir du 11 mai 1982 aux États-Unis.
Le rôle-titre est tenu par Sam Waterston.

## Synopsis
En sept épisodes, la série dépeint le rôle de l'éminent physicien Robert Oppenheimer au cours de la seconde guerre mondiale en tant que directeur scientifique du projet Manhattan, chargé de développer les premières bombes atomiques de l'histoire, sous la coupe du général Leslie Richard Groves. Pendant cette période, il est sous la surveillance constante du gouvernement fédéral en raison de son passé où il a été en contact avec des communistes américains. En outre, son épouse Kitty a vécu maritalement au milieu des années 1930 avec un activiste communiste mort à la guerre d'Espagne. Cette affaire atteint son apogée lors de l'audition d'Oppenheimer par la Commission de l'énergie atomique des États-Unis en 1954, au cours de laquelle le physicien est déchu de son habilitation de sécurité.

## Distribution
- Sam Waterston : Robert Oppenheimer
- John Carson : le narrateur
- Christopher Muncke : le colonel Kenneth Nichols
- Jana Shelden : Kitty Oppenheimer
- Kate Harper : Jean Tatlock
- Edward Hardwicke : Enrico Fermi
- David Suchet : Edward Teller
- Manning Redwood : le lieutenant général Leslie Richard Groves
- Peter Whitman : Robert Serber
- Matthew Guinness (en) : Hans Bethe
- Bob Sherman (en) : Ernest Orlando Lawrence
- John Morton : Robert R. Wilson
- Garrick Hagon : Frank Oppenheimer
- Liza Ross : Jackie Oppenheimer
- Barry Dennen : Isidor Isaac Rabi
- Peter Marinker : Haakon Chevalier
- Phil Brown : Lewis Strauss
- Sarah Brackett : Priscilla Duffield (en)
- Don Fellows : un chef militaire

## Récompenses
La série a été nommée pour sept British Academy Television Awards et en a remporté trois : Meilleure série dramatique, Meilleur éditeur de film (Tariq Anwar) et Meilleure musique originale pour la télévision. Il a aussi été nommé pour deux Emmy Awards et un Golden Globe.